# Сейм, Март
Март Сейм (эст. Mart Seim; род. 24 октября 1990 года, Раквере, Эстония) — эстонский тяжелоатлет, выступающий в весовой категории свыше 109 кг. Призёр чемпионатов мира и Европы.

## Биография
Март Сейм родился 24 октября 1990 года в Раквере в семье многократного чемпиона Эстонии по тяжелой атлетике, Алара Сейма.
На Чемпионате мира 2015 года в Хьюстоне Март Сейм занял третье место, однако, в результате дисквалификации за применение допинга российского тяжелоатлета Алексея Ловчева, к спортсмену перешла серебряная медаль.
В 2016 году на летних Олимпийских играх в Рио-де-Жанейро Сейм показал третий результат в толчке и 12-й в рывке, что позволило ему занять итоговое 7-е место.
В 2015 году признан лучшим спортсменом года в Эстонии.
На чемпионате Европы в Кишинёве, в апреле 2025 года, завоевал серебряную медаль в весовой категории свыше 109 кг с итоговым результатом 415 кг. В упражнении «толчок» стал серебряным призёром (235 кг).

## Спортивные результаты
| Год  | Соревнование            | Место проведения | Весовая категория | Рывок  | Толчок | Сумма двоеборья | Место |
| 2012 | Чемпионат Европы        | Анталья          | свыше 105 кг      | 152 кг | 206 кг | 358 кг          | 12    |
| 2013 | Чемпионат Европы        | Тирана           | свыше 105 кг      | 165 кг | 221 кг | 386 кг          | 8     |
| 2014 | Чемпионат Европы        | Тель-Авив        | свыше 105 кг      | 182 кг | 236 кг | 418 кг          | 6     |
| 2014 | Чемпионат мира          | Алма-Ата         | свыше 105 кг      | 185 кг | 246 кг | 431 кг          | 4     |
| 2015 | Чемпионат мира          | Хьюстон          | свыше 105 кг      | 190 кг | 248 кг | 438 кг          | 2     |
| 2016 | Чемпионат Европы        | Фёрде            | свыше 105 кг      | 185 кг | 239 кг | 424 кг          | 3     |
| 2016 | Летние Олимпийские игры | Рио-де-Жанейро   | свыше 105 кг      | 187 кг | 243 кг | 430 кг          | 7     |
| 2017 | Чемпионат Европы        | Сплит            | свыше 105 кг      | 180 кг | 246 кг | 426 кг          | 5     |
| 2017 | Чемпионат мира          | Анахайм          | свыше 105 кг      | 191 кг | 253 кг | 444 кг          | 5     |
| 2018 | Чемпионат мира          | Ашхабад          | свыше 109 кг      | 192 кг | 235 кг | 427 кг          | 6     |
| 2019 | Чемпионат мира          | Патайя           | свыше 109 кг      | 175 кг | 225 кг | 400 кг          | 16    |
| 2021 | Чемпионат мира          | Ташкент          | свыше 109 кг      | 175 кг | 225 кг | 400 кг          | 12    |
| 2022 | Чемпионат мира          | Богота           | свыше 109 кг      | 170 кг | 220 кг | 390 кг          | 15    |
| 2023 | Чемпионат мира          | Эр-Рияд          | свыше 109 кг      | 175 кг | 225 кг | 400 кг          | 10    |
| 2024 | Летние Олимпийские игры | Париж            | свыше 109 кг      | 180 кг | 220 кг | 400 кг          | 9     |
| 2025 | Чемпионат Европы        | Кишинёв          | свыше 109 кг      | 180 кг | 235 кг | 415 кг          | 2     |